# Academia Mayor de la Lengua Quechua
L'Academia Mayor de la Lengua Quechua (quítxua: Qheswa Simi Hamut'ana Kuraq Suntur [5V], Qhichwa Simi Hamut'ana Kuraq Suntur [3V], català: Acadèmia Major de la Llengua Quítxua) és una corporació dedicada a la recerca, foment, difusió i reivindicació del idioma quítxua, l'idioma andí més parlat. En la pràctica els seus treballs s'orienten en relació al qheswa  o quítxua de Cusco. La seva seu principal es troba a la ciutat del Cusco (el Perú).

## Antecedent: Academia Peruana de la Lengua Quechua
El 1954 Faustino Espinoza Navarro, fill d'un amo d'una finca petita prop del Cusco i també fundador de l'Inti Raymi del Cusco el 1947 on va interpretar el paper del sapa inca els primers 14 anys (fins a 1957), juntament amb altres artistes quítxuaparlants bilingües va fundar l'Academia de la Lengua Quechua, els estatuts de la qual van ser aprovats al gener de 1954. A l'acadèmia, coneixedors del quítxua cusqueño sense formació formal tenien l'oportunitat d'obtenir reconeixement com a intel·lectuals. Segons l'acadèmia, al contrari al Runa Simi, el quítxua de la gent, el Qhapaq Simi o "quítxua imperial", també anomenat "Quítxua Inka" va ser el quítxua més pur que hauria de ser ensenyat a escoles especials (Yachay Wasi) i els guardians actuals de les quals serien els membres de l'Acadèmia de la Llengua Quítxua del Cusco. El 10 de desembre de 1958 sota el govern de Manuel Prado Ugarteche l'Acadèmia va ser reconeguda oficialment per Llei 13059 com a Academia Peruana de la Lengua Quechua amb seu a la ciutat del Cusco.
El 27 de maig de 1975, el govern de Juan Velasco Alvarado va oficialitzar el quítxua amb la Llei 21156 i va prescriure l'escriptura amb cinc vocals. El 1983, experts professionals quítxues i aimares de tot el Perú van decidir implementar un alfabet quítxua i aimara amb tres vocals a, i, o. El 10 d'octubre de 1985, el Govern del Perú va autoritzar l'alfabet quítxua i aimara amb només tres vocals per Resolució Ministerial 1218-85. L'Acadèmia es va oposar a això i el 1987 amb suport de representants de SIL International va decidir usar el sistema amb cinc vocals.
Segons el lingüista Juan Carlos Godenzzi, la AMLQ ha estat un obstacle per a la normalització oficial de l'ortografia i sintaxi del quítxua per l'estat peruà.

## Academia Mayor
L'Academia Mayor es crea per Llei No 25260 del 6 de juny de 1990 que estableix una acadèmia d'idioma quítxua a Cusco, sense referir-se exclusivament a la AMLQ. D'altra banda, la comissió per a establir els estatuts no es va crear fins a 2009, es crea per Llei No 25260 del 6 de juny de 1990 que estableix una acadèmia d'idioma quítxua a Cusco, sense referir-se exclusivament a l'AMLQ. D'altra banda, la comissió per a establir els estatuts no es va crear fins a 2009.
La missió de la institució, és vetllar per la puresa de la llengua quítxua, estimular el desenvolupament de la literatura en aquesta llengua i la recerca lingüística.
L'Academia Mayor de la Lengua Quechua continua utilitzant la versió de l'alfabet quítxua oficial peruà de 1976 amb cinc vocals. Per això, escriu Qosqo i no Qusqu per a "Cusco". Segons la AMLQ, per Resolució Presidencial No 001 del 12 d'octubre de 1990 es "ratifica l'Alfabet Bàsic del Quítxua Imperial de 1975 compost de 31 grafemes: cinc vocals i 26 consonants per a Qosqo-Puno"
David Samanez Flórez de l'AMLQ fins ara intenta a demostrar l'origen cusqueny de la llengua quítxua,encara que, segons les recerques de Parker (1963) i Torero (1964), el quítxua es van originar a la serralada central del Perú.

## Ordenances Regionals
El Consell Regional del Cusco, mitjançant la Llei orgànica de Governs Regionals N° 27867 i la seva modificatòria Llei N° 27902 i el Reglament Intern d'Organització i Funcions del Consell Regional del Cusco va debatre i va aprovar l'Ordenança Regional N° 011-2003-CRC/GRC,vigent des del 4 de novembre de 2003, en la qual es declara "Dia de l'Idioma Quítxua o Runasimi Inca" el 8 de novembre de cada any, en l'àmbit del departament del Cusco, com a reconeixement al 50° aniversari de la fundació de l'Acadèmia Major de la Llengua Quítxua, realitzada el 8 de novembre de 1953.
També declara "l'obligatorietat de l'ensenyament i aprenentatge de la llengua quítxua" a tots els nivells d'educació infantil, primària, secundària i educació superior no universitària, especialment a les zones amb predominança quítxua-parlant del departament del Cusco, i encarregar "la reglamentació de l'Ordenança Regional"a l'Academia Mayor de la Lengua Quechua.

## Congressos Mundials de Quítxua
El Tercer Congrés Mundial de Quítxua, Yuyayyaku Wawakuna, va ser realitzat a Salta a l'octubre de 2004. Entre les seves principals conclusions, es troben les labors de l'Acadèmia i de les seves filials, com difondre la fonètica i fonologia originals, dels fitònims, zoònims, antropònims i topònims quítxues, coordinant-se amb les autoritats polítiques i turístiques; recomanar als seus afiliats que difonguin les publicacions relacionades a l'idioma, perquè la institució arxivi totes les obres com a part del seu patrimoni i recomanar a l'Acadèmia una organització característica de la cultura andina; no utilitzar els models d'acadèmies foranes, i crear un model organitzatiu propi.
Al novembre de 2010 es va realitzar el VI Congrés Mundial de Quítxua, denominat "Pachakutip K’anchaynin" ("Nous temps de prosperitat i de canvi ens estan il·luminant"). Es va desenvolupar en Cochabamba, Bolívia.

## Crítiques i problemes
- L'AMLQ és de l'opinió que només hi ha un idioma quítxua únic, i que el quítxua actual de la ciutat del Cusco (i no alguna forma intermèdia com el quítxua meridional) amb totes les seves peculiaritats regionals hauria de ser l'estàndard oficial per a tots els dialectes quítxues. Usa el terme "Quítxua Inka" (o Inka Qheswa) per a descriure'l. A més, promouen insistentment l'antic alfabet quítxua establert pel govern peruà l'any 1975, el qual correspon en la seva majoria a l'alfabet actual, corregit el 1985, a excepció que conté les cinc vocals del castellà: a, i, i, o, o. La majoria de lingüistes que treballen en Quítxua han criticat aquest enfocament, sent hostilitzats com a reacció per l'AMLQ.[19]

- Amb una densa història de pretenciones hegemòniques, discursos metafísics i una política lingüística que pretén elevar a “norma” el seu propi sociolecte (denominat Inka Simi), enfront d'uns altres sociolectos de tota la família quítxua (Godenzzi, 1992; Albarracín i Alderetes, 2005). L'AMLQ ha debatut intensament amb el cercle internacional de la lingüística andina, sense trobar mai legitimació en les seves produccions (cf. Godenzzi, 1992). La llista d'ensopegades de l'AMLQ és extensa, i com a mostra l'analista del discurs Tim Marr, va definir la posició de l'AMLQ com feixisme andí (2002)[20]
- En 2010 com a senyal de protesta davant la falta de pressupost i de reglamentació dels seus estatuts (que també afirmaven estaven desactualizados), 4 membres de l'Acadèmia van començar una vaga de fam[21] que va durar dues setmanes i que va concloure amb l'assignació de pressupost per part del Ministeri d'Educació. No obstant això, fins a juny de l'any 2011, l'acadèmia no podia executar el pressupost de dos milions set-cents mil nous sols (aproximadament nou-cents mil dòlars estatunidencs) a causa de les seves disputes i falta d'autogovern adequat i corrupció sent aquestes les raons per la qual el Ministeri d'Educació no va lliurar la suma de diners sol·licitada.[22]
- Diversos estudiosos del quítxua han destacat les múltiples inconsistències i errors dins del diccionari quítxua suposadament oficial d'AMLQ. S'han observat inconsistències ortogràfiques i metodològiques, així com errors etimològics. No obstant això, els principals problemes es refereixen a la seva pretensió de valor pan-quétxua, mentre que la informació sobre varietats quítxua no cusco és escassa i auxiliar; i a l'exclusió sistemàtica de les paraules quítxua habituals d'origen espanyol com a conseqüència del purisme lingüístic[23][24]..